# The Way of Kings
The Way of Kings is het eerste deel in de epische fantasyserie The Stormlight Archive van de Amerikaanse schrijver Brandon Sanderson. Het werd voor het eerst gepubliceerd op 31 augustus 2010 door Tor Books.

## Verhaallijn
Roshar, de wereld waar The Way of Kings zich afspeelt, wordt onophoudelijk geteisterd door de vernietigende high-storms, die iedereen zonder schuilplaats het leven kosten. Flora en fauna hebben zich aangepast om in deze klimaatomstandigheden te kunnen leven.
Het verhaal wordt verteld vanuit de perspectieven van Kaladin, Shallan Davar, Dalinar Kholin, Szeth-son-son-Vallano en verscheidene andere kleinere personages die ogenschijnlijk niet verbonden zijn. Kaladin is een darkeye en hij is als gevangengenomen soldaat als slaaf verkocht aan de brightlord Sadeas, in wiens leger hij gedwongen wordt met bruggen voor de soldaten uit te rennen. Shallan Davar is de dochter van een lage edelman. Haar familie is in financiële problemen geraakt nadat haar vader overleed. Nu probeert ze haar familie te redden door zich als beschermelinge en student van de geleerde Jasnah Kholin aan te melden en Jasnahs soulcaster te stelen waarmee ze de mijnen van haar familie weer rijk kan maken. Dalinar Kholin was de broer van de vermoorde koning en hij is de oom van de huidige koning. Hij probeert de stabiliteit van het koninkrijk Alethkar te waarborgen door alle brightlords te verenigen. Szeth is de moordenaar van de oude koning Gavilar Kholin, broer van Dalinar Kholin. Hij dient de persoon die zijn Oathstone in bezit heeft. Szeth vindt het verschrikkelijk om te moeten doden.
Het gebruik van al deze verschillende standpunten biedt Brandon Sanderson de gelegenheid om elk karakter diepgaand uit te werken.

## Voor de publicatie
De publicatie van The Way of Kings werd door Brandon uitgesteld opdat hij zich kon focussen op zijn Mistborn Trilogy.
Op 10 juni 2010 werden de proloog en de eerste drie hoofdstukken van het boek vrijgegeven, samen met een introductie geschreven door Sanderson, als een preview op de website van uitgeverij Tor. Op 8 juli 2010 verschenen de volgende drie hoofdstukken, nu in audioformaat. Nog geen maand later werden ook de hoofdstukken 9 en 11 vrijgegeven. Tor schreef destijds dat ze hoofdstukken 7, 8 en 10 niet op het internet publiceerden, omdat ze zich wilden richten op de verhaallijn van Kaladin, een van de drie protagonisten.
Op 26 augustus 2010 verschenen ook de hoofdstukken 12 en 13 op de website van Tor, vijf dagen later gevolgd door de publicatie van het boek zelf.

## Ontvangst
Een week na publicatie verscheen The Way of Kings op de zevende plaats op de New York Times-bestsellerslijst.
In de daaropvolgende weken zakte het boek naar de plaatsen 11, 20 en 25.
Een vroege review van de website Unshelved gaf het boek een lovende recensie.
Een andere review, van Elitist Book Reviews, wees op enkele probleempjes in het boek maar gaf toch een overwegend positief oordeel. De website SFReviews gaf het boek echter een gemengde waardering: Sanderson werd geprezen voor zijn schrijven en creativiteit, maar ook bekritiseerd omwille van de extreme lengte van het boek en vanwege het ontbreken van actie in het verhaal.